# Tricyclusa singularis
Tricyclusa singularis är en nässeldjursart som först beskrevs av Schulze 1876.  Tricyclusa singularis ingår i släktet Tricyclusa och familjen Tricyclusidae. Inga underarter finns listade i Catalogue of Life.